# غراهام فرازير (صحفي)
غراهام فرازير هو صحفي كندي، ولد في 1946 في أوتاوا في كندا.